# Brookesia stumpffi
Brookesia stumpffi Boettger, 1894 è un piccolo sauro della famiglia Chamaeleonidae, endemico del Madagascar.

## Descrizione

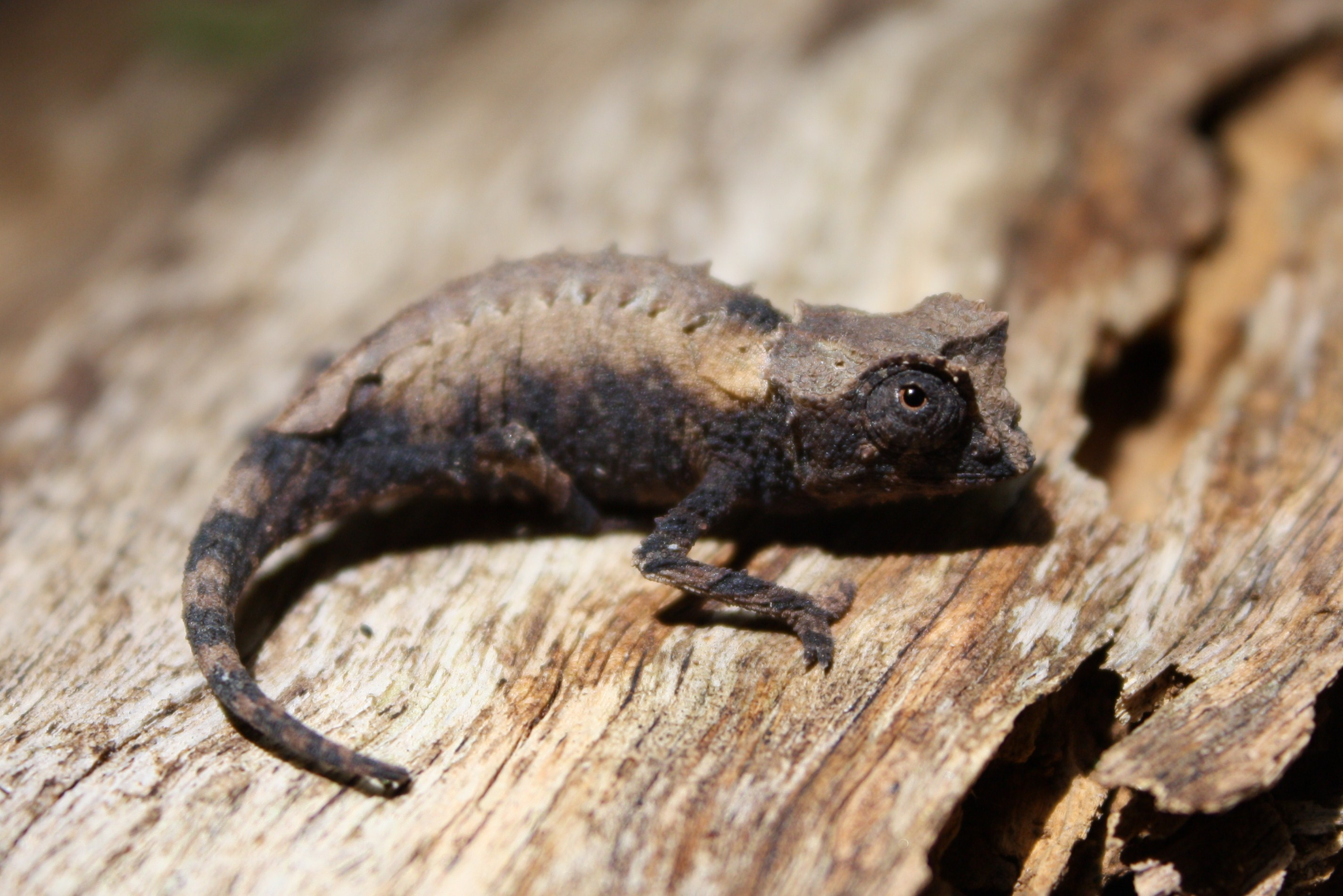

È un camaleonte di piccole dimensioni (8-9 cm di lunghezza compresa la coda), con una livrea brunastra. Sul dorso sono presenti due file di tubercoli laterovertebrali. La coda è corta e non è prensile.

## Biologia
Al pari delle altre specie di Brookesia ha abitudini diurne e vive nella lettiera delle foreste; durante la notte cerca riparo in rifugi sopraelevati (piccole piante, rami secchi caduti al suolo).

### Riproduzione
È una specie ovipara.

## Distribuzione e habitat
L'areale di questa specie è ristretto al Madagascar nord-occidentale, comprese le isole di Nosy Be, Nosy Komba e Nosy Sakatia.
Si adatta a diversi tipi di habitat, dalla foresta pluviale alla foresta decidua secca, dal livello del mare sino a 150 m di altitudine.

## Conservazione
La IUCN Red List classifica B. stumpffi come specie a basso rischio (Least Concern).
La specie è inserita nella Appendice II della Convention on International Trade of Endangered Species (CITES).